# Устав Србије из 1888.
Устав Краљевине Србије из 1888. године (познат и као Радикалски устав), био је четврти по реду устав Србије који је био на снази од 1889. до 1894. Усвојила га је Велика народна скупштина, на заседању 3. јануара 1889. (22. децембра 1888. по јулијанском календару). У Тимочкој буни 1883. године, сукоб између демократских тежњи народних маса и апсолутистичких тежњи краља Милана доживео је врхунац. Бројни спољни и унутрашњи проблеми који су довели у питање опстанак династије Обреновића на престолу, приморали су краља да донесе тај устав.
Устав од 1888. разрадио је основне напредне идеје оновременске европске уставности – народно представништво је равноправан учесник у законодавству са монархом; парламент добија у целости буџетско право, као и право постављања питања, интерпелације у изборним и у чисто административним питањима¸влада је политички одговорна парламенту; избори су непосредни, а посланички мандат се дели по начелу сразмерног представништва; грађанска права прецизно су Уставом уређена и њих јамчи непосредно Устав; судство је независно; уведена је општинска, среска и окружна самоуправа. При том су самоуправом округа, срезова и општине посебно биле задовољне широке сељачке масе, које су дале подршку радикалима јер су сељаци више били огорчени на централизам и државну полицију, него што су били одушевљени на парламентарност, која је за њих била још нова ствар. Сенку на ове демократске установе баца установа квалификованих посланика, наиме, по два лица посебних својстава која се непосредно бирају за посланике у сваком округу. Та лица су, поред општих услова потребних за избор посланика, морала поседовати још и факултетску диплому, или својство наведено у Уставу. То је била цена коју су радикали имали да плате за противљење предлогу напредњака за увођење другог дома у народно представништво, чија је сврха да ограничава власт већине. Бирачко право није било опште постојала је обавеза пореског цензуса и друга законска и уставна ограничења.

## Позадина
Крајем седамдесетих и почетком осамдесетих година 19. века у Србији су формиране три политичке странке — Народна радикална странка, Либерална странка и Напредна странка.
У Србији је после ратова почело формирање политичких странака. Под утицајем социјалистичких идеја Светозара Марковића образована је радикална странка, а конзервативни елементи, који су тежили за реформама у Србији у модерном духу, образовали су, заједно за неким либералним дисидентима, напредну странку.
После ступања на снагу устава из 1869. године, Либерална странка, која је једина могла да створи озбиљну опозицију, постала је владина странка. Новостворене странке – напредњаци и радикали – међутим, незадовољни постојећим стањем, у први план свог политичког програма стављају промену устава.
Напредњаци су се у свом предлогу новог устава између осталог залагали за то да се Скупштини да она моћ коју има у земљама парламентарног режима, али са два дома – оба на основу високог цензуса.
Радикална странка, чије је првобитно извориште био социјалистички покрет Светозара Марковића, седамдесетих година је критиковала бирократски систем са економског гледишта. Али почетком осамдесетих, када су се и формално организовали као политичка странка, радикали су своју пажњу усредсредили на однос између Владе и Скупштине, тражећи нов устав који ће Скупштини дати врховну власт.
Либерална странка Јована Ристића 19. 10. 1880. године одлази са власти, а њено место заузима Напредна странка, уз чију подршку кнез Милан са Аустријом закључује тзв. Тајну конвенцију. По њој Аустрија гарантује Милану и његовим потомцима престо, као и дипломатску подршку у случају ширења Србије према југу. За узврат, кнез Милан обећава да Србија неће водити никакву агитацију у Босни и Херцеговини (тада већ под аустријском окупацијом) и да, без претходног споразума са Аустро-Угарском, неће закључивати политичке уговоре са страним државама.
Народна радикална странка је све више јачала и имала је подршку огромне већине сељаштва које је чинило близу 90% становништва земље. Либерална и Напредна странка су имале подршку трговаца, сеоских домаћина, банкара и индустријалаца. Већ 1882. долази до сукоба Народне радикалне и владајуће Напредне странке и до озбиљне парламентарне кризе. Пропаст акционарског друштва, Бонтуове „Генералне уније“, које је у тренутку банкротства дуговало Србији више од 34 милиона динара (буџет Србије тада није износио више од 26 милиона задао је тежак ударац напредњачкој влади и допринео расту популарности радикалске опозиције. Месецима се само о томе причало. Влада је размишљала о оставци, али је кнез Милан био против тога. Влади је био потребан успех који ће засенити Бонтуово банкротство, и због тога су министри тражили да се прогласи краљевина. Кнез Милан се сложио и краљевина је проглашена 22. фебруара 1882. Ово је довело до краткотрајног усхићења у народу, али је већ након неколико дана опозиција поставила ултиматум влади да јој у року од 24 сата одговори на интерпелацију о Бонтуовој пропасти. Када је влада то одбила, опозиција (радикали и либерали) је напустила скупштину и тако је оставила без кворума (који је тада износио 3/4 од укупног броја посланика). Покушаји да се упражњена места попуне на допунским изборима су пропали, јер су радикалски посланици два пута поново бирани у скупштину. Међутим, напредњачка власт је после других избора поништила све гласове које су добили искључени посланици, а у скупштину су ушли они који су добили највише гласова иза њих. Неки од посланика који су по том принципу ушли у скупштину нису добили више од два гласа, због чега су прозвани „двогласцима“, а читава скупштина „двогласачком“.
Популарност коју су у народу стекли радикали била је разлог оштрих напада и прогањања од стране владајуће Напредне странке и краља Милана, који су против радикала користили сва дозвољена и недозвољена средства. У атмосфери заоштрених страначких борби и краљеве изразите нетрпељивости према радикалима, у јесен 1883, у источној Србији избила је Тимочка буна, коју је Милан вешто искористио за обрачун са Радикалном странком и њеним најистакнутијим првацима.
Охрабрен новонасталом ситуацијом и ослобођен страха од радикала, краљ на међународном плану повлачи још један рискантан потез. Новембра 1885, са образложењем да штити равнотежу снага на Балкану, објављује рат Бугарској, која је мало пре тога, септембра исте године, анектирала источну Румелију, дотле аутономну провинцију Отоманског царства, са хришћанским генералним гувернером. Недовољно наоружана, неприпремљена и у ратовима (1876—1878) исцрпљена, српска војска је претрпела пораз код Сливнице, а затим и код Пирота. Букурешким миром, уз посредовање Аустрије, успостављено је територијално стање од пре рата. Пораз у рату са Бугарском отежао је положај краља Милана и он је размишљао о абдикацији. Опозиција која се после Тимочке буне примирила, поново је постала гласна. За поновно успостављање ауторитета династије, нарушеног непопуларним ратом са Бугарском, Милану је била потребна подршка радикала. Из тих разлога је, на место дотадашње напредњачке, формирана коалициона влада либерала и радикала (јуна 1887) а од септембра чисто радикалска.
Прокламацијом 14. 10. 1888, краљ Милан је наредио изборе за Велику народну скупштину ради промене устава. Краљ је такође дао на знање да нови устав мора бити заједничко дело свих странака и да ће одобрити само оно у чему се све странке буду сложиле. Нови устав је потврђен и објављен 22. 12. 1888. године.
Уставотворни одбор који је именован 15. октобра, добио је задатак да спреми нацрт новог устава. Место председника Одбора краљ је задржао за себе, а за потпредседника су одређени Јован Ристић, Милутин Гарашанин и Сава Грујић. Из редова овог Одбора, који је бројао преко 80 људи, изабран је Ужи одбор од 12 чланова, који је радио од 22. октобра до 24. новембра. Нови Устав који је потврђен и објављен 22. 12. 1888. године базирао се углавном на нацрт који је дао Ужи одбор.

## Радикали
Радикална странка прва је извршила своју организацију. У њеним статутима, који су изграђени 1881, најважније је то, што су, поред једног главног одбора који је седео у Београду, предвиђени још и месни одбори по целој земљи. Овакве месне одборе није дотле имала ниједна странка; међутим тек помоћу таквих одбора странка је могла ступити у приснију везу са народом и увући га у своју организацију.
Пошто су статути радикалне странке били готови, њени агитатори разишли су се по народу да тумаче програм странке и да дају прва упутства за образовање месних одбора. Тек након што је овако припремљен терен, прешло се на уписивање сељака у радикалну странку. Испрва,  с уписивањем није ишло лако. То је била нова ствар за сељака. За време полицијске државе уставобранитеља и кнеза Михаила, сељаку је пуњена глава да његово није да води политику и критикује радњу власти. Његово је да власт слуша и поштује.
Када су радикали почели звати сељаке да се уписују у њихову странку,  сељаци су страховали да их полиција не узме због тога на одговор, и да не заврше у затвору зато што су хтели да се јавно баве политиком.
Радикали су први извршили страначко врбовање сељака у маси, први зашли са страначким списковима из места у место, први установили месне одборе који ће, као нека врста страначког подофицирског кадра, држати сељачку масу под сталним надзором и руководством.
За стварање радикалне странке у народу највише заслуга има Пера Тодоровић. Један од најмилијих ученика Светозара Марковића и главни сарадник на његовом  политичком листу „Јавности“, Тодоровић је, много више него Пашић, важио за Марковићевог наследника и за чувара његове доктрине.
Радикалну странку Теодоровић није замишљао као обичну странку. За њега, као за руске револуционаре, политика је била ствар вере.
У својим успоменама, Тодоровић казује да је радикализам показивао све знаке религиозног фанатизма, и да није требало много да постане „ моћна религиозна секта“, која би прешла међе наше државе и раширила се по целом Балкану.

### Сукоб краља Милана и радикала
У борби која се водила између напредњака и радикала, напредњаци си имали на својој страни краља, а радикали народ. Краљ се „понапредњачио“, а сељак „порадикалио“. Борба између напредњака и радикала претворила се у борбу између краља и народа. Радикали су тражили владу за себе као странка која има већину у народу. Пошто им је народ дао поверење, треба и краљ да им га да. Краљ Милан је стајао на гледишту, да она странка која тражи владу, мора, поред већине у народу, имати и способност за вођење државних послова.
Сукоб краља Милана и Напредне странке с једне, и Народне радикалне странке с друге стране, све се више заоштравао. Краљ Милан је намеравао да искористи Илкин атентат из 1883. за обрачун са радикалима, међутим истрага није утврдила њихову умешаност а Јелена Илка Марковић је ћутала и није окривила никога да јој је помагао. Исте те године, недуго након победе радикала на изборима од 7. септембра 1883, избила је Тимочка буна, коју је краљ искористио за обрачун са радикалима.
Многи радикали су осуђени на дугогодишње затворске казне, укључујући и поједине чланове главног одбора странке. Неколико их је осуђено на смрт, међутим ниједна смртна казна није извршена. Никола Пашић је емигрирао у Бугарску и тако избегао извршење смртне казне, док су остали осуђеници на смрт из редова радикала помиловани. Слободанка Стојичић наводи да је Тимочка буна била главна прекретница у догађајима око уставне реформе. Према њој, Радикална странка, после Тимочке буне и краљевог обрачуна с њом, није више била искључива и била је спремнија на преговоре и компромис са двором (посебно београдско водство странке).

## Доношење Устава
Србија је као независна краљевина формално донела три устава – 1888, 1901. и 1903. године. С обзиром на то да је устав из 1903. године био у суштини поновљен Устав из 1888. године, фактички су у питању била два уставна текста.
Тај устав је у децембру 1888. донела Велика народна скупштина. Устав је Велика народна скупштина изгласала 21. децембра 1888, а краљ га потврдио 22. децембра на свечаној седници.
Рад на припреми новог устава започео је у октобру 1888. године. Тада је краљ Милан образовао уставотворни одбор од око 80 чланова,у који су ушли: представници три тадашње странке (Напредне, Либералне и Радикалне) и стручњаци. Полазећи од свог схватања да је устав „двострани уговор између краља и народа“, краљ Милан је захтевао да текст који усвоји уставотворни одбор Велика народна скупштина мора усвојити без икаквих измена или одбацити.

### Начин доношења и промене
Краљ Милан је устав представио као „двострани уговор између Круне и народа“, одакле је јасно произашао његов карактер уставног пакта. Усвојила га је Велика народна скупштина, и то „од корице до корице“ – без могућности да интервенише у предложени текст, због чега о предлогу није расправљала ни цео један дан. Усвојени текст је потврдио и прогласио краљ Милан.
Уставом је био предвиђен поступак измена и допуна уставног текста, према веома компликованој процедури. Радикалски устав се мењао на сличан начин као Намеснички устав – по систему уставног пакта. Предлог да се у Уставу нешто измени, допуни или протумачи могао је начинити краљ или Народна скупштина. У таквом предлогу морале су се именовати све тачке Устава које би се имале изменити, допунити или протумачити. Прво је предложене промене требало да усвоје редовне Народне скупштине произашле из два узастопна избора, да би потом била заказана Велика народна скупштина (двоструко бројнија од редовне). Уколико би и она усвојила предложене измене, на крају би морао да их потврди краљ. Интересантно је да Уставом из 1888. године није била уређена могућност доношења потпуно новог устава већ су поменуте само његове измене и допуне. Установа Велике народне скупштине, коју је увео кнез Михаило 1861. године критикована је у теорији као непотребан уставни чинилац. Један од кључних аргумената против такве институције био је да нема значајнију компаративну примену јер су га, осим Србије, у Европи познавале још само Бугарска и Грчка, а у Америци Парагвај и Салвадор. Сматрало се и да је због превеликог броја чланова Велика народна скупштина неспособна за уставотворни посао.

## Садржина устава

### Државни облик
Основна вредност Устава од 1888. је што је омогућио парламентарни систем, чија је суштина у томе што се министри на тај положај не постављају и на њему не остају по монарховој вољи, него по вољи парламентарне већине. Другим речима, тај устав омогућио је прелазак из уставне у парламентарну монархију. Устав није поставио као услов да за министре могу бити бирани само народни посланици („вестминстерски“ модел парламентарног система), али није предвидео ни неспојивост та два својства, тј. да посланик изабран за министра губи посланички мандат.
Усвајањем Устава из 1888. године, Краљевина Србија се сврстала у ред европских држава са либералнодемократском уставношћу. Овим уставом уведен је парламентарни систем (мада у својој лошијој, двојној или орлеанској варијанти), са добро уравнотеженом поделом власти и независним судством. Народна скупштина је коначно постала истинска законодавна власт, а уведени су пропорционални систем расподеле мандата и слободни политички мандат.

### Облик владавине, државна вера и државна област
Краљевина Србија је наследна уставна монархија с Народним представништвом. Грб Краљевине Србије је двоглави бели орао на црвеном штиту с краљевском круном. Народне боје су: црвена, плава и бела.
Државна вера у Србији је источно-православна. Српска црква је аутокефална. Она не зависи ни од које стране Цркве; али одржава јединство у догмама са Источном Васељенском Црквом.
Државна област Краљевине Србије није се могла ни отуђити ни раздвајати. Она се није могла ни смањити ни разменити без пристанка Велике народне скупштине. Али у случајевима исправке ненасељених граница од мање важности био је довољан и пристанак обичне Народне скупштине. Краљевина Србија делила се на 15 округа. Окрузи су се делили на срезове, а срезови на општине.

### Организација власти
Посредно из уставних одредаба произилази да је било уведено начело поделе власти. Централне политичке институције према Уставу из 1888. године биле су Народна скупштина, краљ и влада (Министарски савет). Законодавну власт обављали су заједнички краљ и Народна скупштина.
Право предлагања закона припадало је и једном и другом чиниоцу законодавне власти. За сваки закон био је потребан пристанак оба чиниоца законодавне власти. Закон нема повратне силе на штету права стечених ранијим законима (забрана ретроактивности).
Извршну је вршио краљ посредством министара.
Судство је било независно, судска решења и пресуде изрицана су и извршавана у име краља а на основу закона.
Државни савет је задржан у систему највиших државних органа.

#### Краљ
Краљ је дефинисан као „поглавар државе“ који „има сва права државне власти“. Он је имао прерогативе које има монарх у уставној парламентарној монархији, био је носилац извршне власти, али је имао и ефективну улогу у вршењу законодавне власти (право законодавне иницијативе) и улогу носиоца државне власти. Краљ је потврђивао и проглашавао законе. Никакав закон није могао важити док га краљ не прогласи. Монарх је имао право да сазива, одгађа и распушта Народну скупштину, с тим што акт распуштања мора садржати наредбу за нове изборе у најдаљем року од два месеца. Краљ је постављао и разрешавао министре, који су за свој рад били одговорни и њему и Народној скупштини. Именовао је све судије у држави и половину чланова Државног савета.
Краљева личност била је неприкосновена. Краљу се ништа није могло ставити у одговорност, нити је краљ могао бити тужен. Краљ и његов Дом морали су бити источно-православне вере. Краљ је био заштитник свих признатих вероисповести у Србији. Наследник Престола и остали чланови Краљевског Дома нису могли ступити у брак без краљевог допуштења. Краљ је постављао све државне чиновнике. У његово име и под његовим врховним надзором вршила су своју власт сва надлештва у земљи. Краљ је био врховни заповедник све земаљске силе, давао је војне чинове и законом установљене ордене и друга одличја. Краљ је имао право ковања новца према закону. Краљ је имао право амнестије и такође је имао право помиловања у кривичним делима. Он је могао досуђену казну кривцу преобратити у казну другог блажег степена, или му је смањити, или сасвим опростити.
Краљ је заступао земљу у свим односима са државама у иностранству. Он је проглашавао рат, закључивао уговоре мира, савеза и друге, и саопштавао их Народној скупштини, уколико и кад интереси и сигурност земље то допуштају.
Али трговачки уговори и уговори за извршење код којих се тражило какво плаћање из државне касе, или измена државних закона, или којима су се ограничавала јавна или приватна права српских грађана, важили су тек након што их одобри Народна скупштина.
Краљ је становао у земљи за стално. Кад би краљ по потреби отишао за неко време из земље, заступао га је по праву у вршењу уставне краљевске власти наследник Престола ако је пунолетан. Ако наследник Престола није био пунолетан, или ако је био спречен да заступа краља, вршио би краљевску уставну власт Министарски савет по упутствима која му је краљ давао у границама Устава.
Краљ је сазивао Народну скупштину у редован или ванредан сазив. Он је отварао и закључивао седнице Народне скупштине лично, престоном беседом, или, преко Министарског савета, посланицом или указом. И престону беседу, и посланицу, и указ су премапотписивали сви министри. Он је имао право да одлаже седнице Народне скупштине, али то одлагање није могло бити дуже од два месеца, нити се могло поновити у истом сазиву без пристанка Народне скупштине. Он је имао право да распусти Народну скупштину, али акт распуштања морао је садржати наредбу за нове изборе у најдаљем року од два месеца и наредбу за сазив Народне скупштине најдаље за три месеца од дана распуштања. Указ о распуштању Скупштине премапотписивали су сви министри.
Краљ није могао бити у исто време поглавар неке друге државе без пристанка Велике народне скупштине.
Ниједан краљев акт, који се односио на државне послове, није имао правну снагу нити се смео извршити, ако га није премапотписао надлежни министар, који је самим тим за њега био одговоран.
Краљ и наследник Престола сматрани су пунолетним кад наврше осамнаест година. У случају краљеве смрти наследник Престола, ако је пунолетан, примао би одмах владу као уставни краљ. Своје ступање на Престо краљ је објављивао народу прокламацијом. Он би тада сазивао Народну скупштину у року од десет дана после објаве смрти преминулог краља, да би пред њом положио Уставом прописану заклетву. Ако је Народна скупштина раније распуштена а нова није још изабрана, сазивала би се стара Народна скупштина да изврши тај задатак. Ове уставне одредбе важиле су и за случај кад краљ за живота преда Престо свом наследнику.
Примајући краљевску власт у своје руке, краљ је полагао пред Народном скупштином заклетву која је овако гласила:
| „ | Ја (име), ступајући на Престо Краљевине Србије и примајући Краљевску власт, заклињем се свемогућим Богом и свим што ми је најсветије и најмилије на овоме свету, да ћу чувати независност Србије и целину државне области, да ћу земаљски Устав неповредан одржати, да ћу по њему и законима владати, и да ћу у свима мојим тежњама и делима добро народа пред очима имати. Изричући свечано ову моју заклетву пред Богом и народом, призивам за сведока Господа Бога, коме ћу одговор давати на страшноме његовом суду. Тако ми Господ Бог помогао! Амин! | ” |

"
Ако у случају краљеве смрти наследник Престола није био пунолетан, краљевску уставну власт вршило би до његовог пунолетства краљевско Намесништво, састављено од три лица. Намеснике Краљевске бирала је Народна скупштина, нарочито сазвана ради тога, између шест лица која је преминули краљ у свом тестаменту назначио за кандидате намесничке. Тај тестамент је требало краљ својеручно написати и потписати. Њега нису премапотписивали министри. На његовој полеђини су се потписивали сви чланови Министарског савета као сведоци. Тестамент је написан у три примерка, од којих је сваки под краљевим печатом. Један од њих предавао се на чување Државном савету, други Касационом суду, а трећи чувару државног печата. Ако краљ није тестаментом назначио кандидате за намеснике, сазивала се Велика народна скупштина да изабере Краљевско Намесништво. Велика народна скупштина сазивала се тада најкасније за месец дана по смрти преминулог краља.
Намесници су могли бити само они српски грађани по рођењу, вере источно-православне, који уживају сва грађанска и политичка права, који имају 40 година, и који су министри, или државни саветници, или генерали, или посланици акредитовани код страних дворова, или су то били. Избор намесника вршио се увек тајним гласањем.
Цивилна листа (плата) краљева одређивала се законом. Једном одређена цивилна листа није се могла повисити без пристанка Народне скупштине, ни смањити без краљевог пристанка. Било је одређено да ће сваки намесник примати за време вршења своје намесничке дужности по 60.000 динара годишње из краљеве цивилне листе.
Пре него што узму краљевску власт у своје руке, намесници су пред оном Скупштином која их је изабрала полагали заклетву: да ће краљу бити верни и да ће владати по Уставу и законима земаљским. Они су затим објављивали народу прокламацијом да су у име краља примили власт краљевску у своје руке.
За време краљевог малолетства није се могла начинити никаква промена у Уставу.
Ако би краљ био спречен да врши краљевску власт у његово име би владао наследник Престола ако је пунолетан. Али ако је наследник Престола малолетан краљ је могао именовати привремене намеснике.
Ако би краљ за време свог живота пренео своју власт на свог малолетног наследника, он је имао права да сам у исто време именује три Краљевска намесника. За тако именоване намеснике вределе су све одредбе овог Устава које се односе на намеснике које бира Народна скупштина.
У случају да који члан намесништва умре или тако оболи да по уверењу три лекара, које Државни савет одреди на позив она друга два намесника и у договору са њима, не би могао више никако своју дужност вршити, или најзад ако да оставку, друга два намесника би отправљала државне послове до првог састанка Народне скупштине која бира трећег намесника. Ако би пак један од тројице намесника имао преку потребу да на неко време оде из земље, два друга намесника могла су за време његовог одсуства пуноважно обављати државне послове. Али у том случају овај је био дужан да својим друговима остави писмену изјаву, да унапред пристаје на све што би они учинили у кругу Уставом им прописане власти.
О васпитању малолетног краља старали би се намесници, ако је малолетни краљ наследио преминулог краља; ако ли је пак он дошао на престо по одступању краљевом, о његовом васпитању би се старао краљ који му је предао власт. О имању малолетног краља бринули су се старатељи које преминули краљ поставља у свом тестаменту, или које именују намесници у договору са Државним саветом, ако их преминули краљ није поставио. Ако краљ не би по смрти својој оставио мушког потомства, али би краљица у време његове смрти била трудна, вршили би до њеног порођаја Краљевску власт као привремени намесници: председник Државног савета, председник Касационог суда и министар Правде.
У свим случајевима у којима је према одредбама овог Устава требало да се изаберу краљевски намесници, Министарски савет је привремено вршио под својом одговорношћу краљевску уставну власт. Министарски савет је тада био дужан да одмах објави народу прокламацијом да је и услед чега је прихватио владу. У случају кад би Престо према одредбама овог Устава остао без наследника, Министарски савет би узео краљевску власт у своје руке. Он је тада био дужан да, најкасније за месец дана од дана краљеве смрти, сазове Велику народну скупштину која ће решити о Престолу.

#### Народна скупштина
Народна скупштина је добила средишње место у Уставу јер јој је било посвећено више од четвртине његових чланова. Према одредбама овог устава, Народна скупштина је први пут добила право законодавне иницијативе, односно право предлагања закона, као и право да сама, тајним гласањем, бира своје представништво. Бирала се на три године. Народна скупштина је редовно заседала једном годишње са почетком 1. новембра. Скупштина је Уставом из 1888. године коначно добила право законодавне иницијативе, имала је искључиво право да разрезује порезе и потпуно буџетско право (краљ је, додуше, имао право да продужи буџет, али за највише четири месеца).

##### Избор народних представника
Уставна реформа је подразумевала и слободан избор народних представника. Услов слободе избора били су тајност и непосредност гласања, али о томе није постојала пуна сагласност у уставном одбору. Преовладао је став да гласање треба да буде тајно (вршено је уз употребу куглица) што је представљало демократску тековину Устава од 1888. Избори су били непосредни, и сви посланици су бирани. Укинути су владини посланици. Устав је настојао да избор и састав скупштине учини потпуно независним од утицаја извршне власти.
Право гласа су добили држављани који су напунили 21 годину и плаћали најмање 15 динара непосредног пореза држави (порески цензус). Задругари имају бирачко право ма колико плаћали непосредног пореза. Официри и војници нису имали активно и пасивно бирачко право. Право да буду бирани нису имали ни полицијски чиновници, док су остали чиновници, ако би били изабрани, морали напустити државну службу. У вези са расподелом мандата су усвојена два основна принципа: 1) груписање свих бирача по изборним окрузима и гласање за окружну кандидатску листу, а не за личност и 2) подела посланичких места количником по сразмери броја гласова свих листа у односном изборном округу, то јест обезбеђење учешћа мањине у народном представништву. Овај принцип сразмерног представништва, тзв Д’Онтов систем био је нов у европској уставној пракси, предвиђен у Данском уставу. Уставом је потпуно зајемчено имунитетно право народних посланика.

##### Структура народног представништва
У вези са структуром народног представништва развила се у Одбору опширна дебата. Присталице дводомног народног представништва су образлагали свој став потребом да се обезбеди учешће интелигенције у законодавству, како би се подигла образовна структура скупштине, ради њеног ефикаснијег рада. Међутим, либерали и напредњаци су настојали да омогуће представницима грађанских слојева, чији су они политички представници били, да уђу у скупштину и да се тако начини равнотежа према радикалним сељачким посланицима. Уместо горњег дома и владиних посланика Устав од 1888. године је увео квалификоване посланике. Поред посланика са општим условима у сваком изборном округу се бирају по два посланика за које се траже посебни услови: да су завршили факултет или вишу стручну школу у рангу факултета, у земљи или у иностранству. На тај начин је задовољен захтев о учешћу интелигенције у законодавству. Образложење које је обично давано уз ове предлоге је било у томе потребно подићи.

##### Законодавство
Устав је увео равноправност у законодавству између владаоца и народног представништва. Законске предлоге могао је подносити краљ скупштини и скупштина краљу, тј. скупштина је добила право законодавне иницијативе, које није имала по претходном уставу. Без пристанка Народне скупштине не може се ниједан закон издати, укинути, изменити или протумачити. Нису били могући ванредни закони у случају нужде. Без скупштине се није ни привремено ништа смело мењати у законодавству.
Законе које је усвојила Народна скупштина, краљ може потврдити или одбити. Утврдивши равноправност краља и Народне скупштине у законодавству Устав је претпостављао да ће краљ и скупштина увек бити сагласни, да би законодавно тело могло да функционише правилно. Свако неслагање ова два законодавна фактора водило би апелу на народ. У том случају одлука бирачког дела треба да успостави хармонију између владаоца и народног представништва.

##### Буџетско право
Буџетско право је једно од најважнијих права које има један парламент. Оно је и примарно право парламента, помоћу којег је он током времена успео да уведе политичку одговорност министара и успостави парламентарну владавину. Уставом од 1888. Скупштини је признато пуно буџетско право. Народна скупштина сваке године одобрава буџет који важи само за годину дана. Скупштини се буџет мора поднети на почетку њеног рада, заједно са прошлогодишњим завршним рачуном. Тако је установљен надзор Скупштине над извршењем буџета. Ако скупштина не реши буџет на време, може продужити прошлогодишњи буџет привремено, док се нови буџет не донесе. Краљ може продужити стари буџет само у случају ако је Народна скупштина распуштена или одложена и то највише за четири месеца.

##### Политичка одговорност министара
Нови устав је проширио права Народне скупштине и у том смислу што су посланици добили право да министрима постављају питања и интерпелације. Министри су дужни да на њих одговоре у истом сазиву. Народна скупштина има право истраге у изборним и чисто административним питањима. Скупштина има право да министрима доставља петиције, молбе и жалбе које су њој упућене, а министри су дужни да дају сва потребна обавештења о садржини тих молби, кад год би скупштина то захтевала. Кроз право питања, интерпелације и истраге скупштини је обезбеђено право контроле над владом из чега јасно произилази да је Народна скупштина могла оборити владу чијим радом не би била задовољна. То је значило да је био уведен систем парламентарне владавине у Србији.

#### Велика народна скупштина
Поред обичне скупштине постоји и Велика народна скупштина, која је била предвиђена и претходним уставом. Велика народна скупштина је била два пута већа од обичне, и у њу нису бирани квалификовани посланици. Она решава о престолу, врши избор краљевских намесника, одлучује о изменама у уставу, о смањивању или размени кога дела државне територије, и кад краљ нађе за потребно да саслуша Велику народну скупштину.

#### Министарски савет
Министарски савет се налазио „на врху државне службе“ и стајао је „непосредно под краљем“. Министарски савет сачињавали су министри, овлашћени за поједине струке управе, и председник Министарског савета, који може бити без посебно одређеног ресора. Све министре и председника Министарског савета постављао је краљ указом. Ступајући у дужност министри су полагали заклетву да ће бити верни краљу и да ће се савесно придржавати Устава и закона. Министар је могао бити само Србин по рођењу, или прирођени Србин који је пет година настањен у Србији. Ниједан члан Краљевског Дома није могао бити министар.
Министри су могли да буду истовремено и народни посланици (тзв. посланичко-непосланичка или мешовита влада), што по Уставу од 1869. године није било могуће. Они више нису били сматрани за краљеве чиновнике, него за политичке људе који долазе на власт по скупштинском поверењу. Посланици у Народној скупштини могли су да постављају министрима посланичка питања и интерпелације, а министри су за своја „службена дела“ били одговорни и краљу и Народној скупштини. Двострука одговорност министара карактеристична је за тзв. двојни или орлеански модел парламентарног система, какав је постојао у француској Уставној повељи из 1830. године. Сваки краљев акт је морао да премапотпише надлежни министар, чиме су министри преузимали политичку одговорност за акте шефа државе.
Осим политичке, министри су имали и кривичну одговорност, а по оптужби краља или Народне скупштине судио им је посебни Државни суд (сачињен од чланова Државног савета и Касационог суда). У погледу кривичне одговорности министара уведене су промене у односу на претходни устав. Краљ и Народна скупштина могли су оптужити министре за иста дела као у претходном уставу, али је застарелост за учињена дела наступала тек после четири године од учињеног дела. Предлог да се министар оптужи морао се учинити написмено, морао је садржати тачке оптужења и бити потписан најмање од двадесет посланика, а одлуку о оптужби је Скупштина требало да донесе двотрећинском већином присутних посланика. Краљ није могао осуђеном министру ни опростити ни смањити казну без пристанка Народне скупштине.
И краљ и Народна скупштина имали су право да оптуже министре: 1) за издају земље и владаоца; 2) за повреду Устава и уставних права српских грађана; 3) за примање мита; 4) за оштећење државе из користољубља, и 5) за повреду закона у случајевима, које је одредио посебан закон о министарској одговорности.

#### Државни савет
Државни савет, који је још Намесничким уставом лишен законодавне власти, задржао је место међу уставним органима, али више није био државни орган највишег ранга. Од 16 његових чланова, осам именује краљ, а осам бира Народна скупштина. Краљ предлаже скупштини листу од 16 кандидата између којих она бира осморицу које краљ поставља за саветнике; Народна скупштина је са своје стране предлагала краљу листу од шеснаест кандидата од којих краљ поставља осморицу за саветнике. По овом поступку попуњавају се и упражњена места у Државном савету. Надлежности тог органа биле су Уставом прецизно утврђене.
Државни саветници могли су бити они српски грађани, који су навршили 35 година, који су свршили у Србији или у иностранству какав факултет или какву вишу стручну школу која је била у рангу факултета и који су провели 10 година у државној служби.
Државни саветници постављани су доживотно. Они улазе у ред осталих државних чиновника. Саветници нису могли бити противно својој вољи уклоњени са својих места ни преведени у друга звања државне службе. Они се нису могли ставити ни у пензију противно својој вољи, осим ако су навршили 40 година државне службе, или 65 година живота, или ако су тако оболели да нису могли више вршити своју дужност. Председника и потпредседника Државног савета постављао је краљ из средине Савета на три године.
Ако државни саветник постане министар, његово се место у Савету није попуњавало; а кад престане бити министар он се враћао у Савет на своје место. Само у том случају кад би остало у Савету мање чланова од броја који закон о пословном реду у Државном савету захтева за обављање послова, попуњавало се одмах толико места колико је потребно да Савет може радити.
Државни савет имао је следеће дужности:
1)да на позив Владе израђује законске предлоге и нацрте административних наредаба од општег значаја, и да даје Влади своје мишљење о предметима које би му она поднела;
2) да проучава законске предлоге, које Влада подноси Скупштини, или који су потекли из скупштинске иницијативе, и да даје своје мишљење о њима. Ово мишљење саветодавног карактера није било обавезно ни за Скупштину ни за Владу, али се ипак морало увек у целини саопштити Народној скупштини пре него што она узме дотични законски предлог у претрес. Скупштина и Влада могле су одредити свака за своје предлоге рок у којем Савет има поднети своје мишљење; Савет је могао тражити да му се тај рок продужи. Али ако и после продуженог рока Савет не би поднео свој извештај и своје мишљење, Скупштина би без њега прелазила на претрес и на решавање;
3) да саставља кандидациону листу за упражњена места у Главној контроли и у Касационом и Апелационом суду;
4)да доноси завршна решења о жалбама које се тичу избора за окружне скупштине и одборе, и општинских избора;
5) да као дисциплинарни суд суди државним чиновницима;
6) да разматра и решава жалбе против министарских решења у спорним административним питањима. Ова решења Државног савета била су обавезна за министре;
7) да решава сукобе између административних власти;
8) да одобрава изузетно ступање у српско грађанство;
9) да одобрава поравњања између државе и појединих лица, која би се показала као корисна по државне интересе;
10) да решава, да ли по закону има места заузимању непокретних добара за опште народну потребу (експропријација);
11) да врши послове, који су му одређени законима.

#### Судска власт
Устав је судској власти посветио 11 чланова. Било је прописано да су судови независни и да суде само по закону. Судска власт је била тростепена, а сачињавали су је првостепени и апелациони судови и Касациони суд. Забрањено је да законодавна и управна власт врше судске послове, као и обратно. Забрањује се за свагда установљавање ванредних или преких судова или комисија за суђење. Судије су уживале сталност и непокретност, а предвиђена су и друга важна начела судске власти: учешће пороте, зборност и јавност суђења, обавезно постојање браниоца у кривичном и прекршајном поступку и сл. Све судије постављао је краљ.
За целу Србију је само један Касациони суд, који не суди о делу него само о праву. Овај Касациони суд решава и о сукобима између судске и административне власти. Председник Касационог суда имао је чин државног саветника.
Ниједан суд не сме никога узимати на одговор нити судити, ако по закону није надлежан. За изрицање правде у судовима су морале бити најмање три судије. Само за предмете мање важности, кривичне и грађанске, могао се законом завести суд у коме ће судити један судија. Правда се изрицала у име краља.
Суђење је у судовима јавно, осим случаја где суд нађе да ваља искључити јавност ради реда или морала. Судије се саветују и гласају тајно, а пресуда се исказује гласно и јавно. У свакој пресуди и сваком решењу морају се навести разлози и законске одредбе на којима су они основани.
Нису могле бити судије у исто време у једном суду, нити заједно судити, сродници: по крви у правој линији у коме било степену, у побочној до четвртог степена завршно, а по тазбини до другога степена завршно.
Судија је могао бити само онај Србин који је, уз друге законске услове за државну службу, редовно свршио правни факултет у Србији или у иностранству. У првостепеном суду могао је бити судија само онај који је навршио 25 година, а у вишем суду онај који је навршио 30 година живота.
Судије су у својим звањима сталне. Судија не може бити лишен свог звања, нити ма под којим изговором уклоњен са дужности против своје воље, без пресуде редовних судова или дисциплинарне пресуде Касационога суда. Судија не може бити тужен за свој судски рад без одобрења Касационог суда.
Судија може бити премештен само новим постављењем по свом писменом пристанку.
Судија не може бити стављен у пензију против своје воље, осим кад наврши 60 година живота, или 40 година државне службе, или кад телесно или душевно тако оболи да не може да врши дужност. Али у последњем случају не може се судија ставити у пензију без решења Касационог суда.
Судија не може примити вршење неке друге државне службе, изузев хонорарне професуре на правном факултету.

Посебни закон је одређивао састав, уређење и надлежност војних судова, као и услове које морају имати њихови чланови.
| „                 | Из читавог дела Устава посвећеног судској власти видљив је напор да се судство уреди по највишим у Европи већ уведеним стандардима | ” |
| — Миодраг Јовичић | |   |

#### Главна контрола
За преглед државних рачуна постојала је Главна контрола као посебно надлештво и рачунски суд. Главна контрола је имала председника и четири члана. И председника и чланове Главне контроле бирала је Народна скупштина из кандидационе листе коју би састављао Државни савет, и на којој је предложено два пута онолико кандидата колико је празних места. Чланови Главне контроле имали су чин судија Касационога суда, а њен председник чин државног саветника.
Чланови Главне контроле могли су бити они српски грађани, који су завршили правни факултет у Србији или у иностранству и навршили уз то 10 година државне службе; или који су били министри финансија; или који су служили 10 година као виши чиновници у финансијској струци. Али председник Главне контроле и два њена члана морала су бити правници.
Председник и чланови Главне контроле били су непокретни у својим звањима. Они се нису могли отпустити из државне службе без пресуде редовних судова, нити преместити у друга звања без свог писменог пристанка. У пензију су се они могли ставити само ако су навршили 40 година државне службе, или 65 година живота, или ако су тако оболели да нису могли више вршити своју дужност.
Главна контрола је прегледала, исправљала и ликвидирала рачуне опште администрације и свих рачунополагача према државној каси. Она је мотрила да се не прекорачи ниједан издатак по буџету и да се не догоди никакво премашање сума из једне буџетске партије у другу. Она је завршавала рачуне свих државних управа и била је дужна прикупљати све доказе и сва потребна обавештења. Општи државни рачун подносио се Народној скупштини са примедбама Главне контроле, и то најкасније за две године, рачунајући од завршетка сваке буџетске године.
Законом се имало ближе одредити уређење и круг рада Главне контроле, као и начин којим ће се постављати њено особље.

#### Војска
Сваки Србин је био дужан да служи у војсци. Рок војне службе, начин одслуживања, и изузећа од личне службе прописивани су законом. Закон је, такође, одређивао: каквих чинова има у војсци, како се ти чинови добијају и како се губе. Устројство војске прописивано је законом, а њену формацију је одређивао краљ уредбом. Колико ће се војске држати стално под заставом одређивано је сваке године законом о буџету. Војницима под заставом судили су за њихова кривична дела војни судови, по одредбама војно-судских закона. Одредбе о војној дисциплини и дисциплинским казнама прописивао је краљ уредбом. Нико није могао добити државну службу, ако није, по одредбама војних закона, свој рок у војсци одслужио или од војне службе ослобођен. Страна војска се није могла узети у државну службу. Уговор да страна војска заузме српско земљиште или да пређе преко њега није вредео без одобрења Народне скупштине, као што се ни српска војска није могла ставити у службу које друге државе без одобрења Народне скупштине.

### Људска права
Велика пажња била је посвећена уставним правима српских грађана. Тим уставом су, као и дотадашњим, била прописана класична лична права (да су сви Срби једнаки, лична слобода, неповредивост стана, неповредивост својине, слобода савести и др.). Тим уставом се први пут уводе политичка права (слобода штампе, право окупљања, право удруживања, право на молбу и жалбу и друга), која су била, у правилу, непосредно уставом гарантована. Осим тога, проглашена људска и грађанска права су се остваривала непосредно на основу Устава, што је најбоље јемство њихове неповредивости. Унете су бројне појединости којима су права обезбеђивана не само од злоупотреба управне власти него и од рестриктивног тумачења од законодавне власти, чиме је „дописан“ белгијски узор.
Каталог права грађана:
| „                 | Утврђен је на начин непревазиђен у српској уставној историји | ” |
| — Миодраг Јовичић |                                                              |   |

У Уставу од 1888. су одредбе о уставним правима грађана много опширније и детаљније разрађене него што је то био случај у Намесничком уставу, где нису биле предвиђене санкције за њихову повреду. Обезбеђена су права грађана као личности и заштита њихове слободе од самовоље органа државне власти. Забрањено је прогонство српских грађана из земље, а протеривање из места у место дозвољено је само у законом предвиђеним случајевима. Зајемчена је неповредивост пребивалишта и прописан начин како се може вршити претрес. Зајемчена су и друга лична права и предвиђене санкције за повреду тих права.
Несагласности у уставотворном одбору су се јавиле у вези са смртном казном за политичке кривице, о чему се развила врло дуга расправа. За укидање смртне казне су се углавном залагали радикали, али и припадници других странака. Краљ Милан био је одлучно за смртну казну за политичке кривице, а захтев да се она укине назвао глорификацијом Тимочке буне. Одбор је предложио, а Велика народна скупштина је изгласала одредбу о укидању смртне казне за чисто политичке кривице, осим за извршење или покушај атентата на краља и чланове краљевског дома, или у случајевима где је уз политичку кривицу учињено још неко дело кажњиво смрћу, као и за кривице које се по војном казненом закону кажњавају смрћу.
За слободу штампе су се залагали представници свих трију странака у уставотворном одбору. Устав је у једном опширном члану садржао све гарантије за слободу штампе: штампа је слободна, цензура се не може увести ни у ком случају, нити каква друга мера којом би се могао спречити излазак, продаје или растурање списа или новина; за издавање новина није било потребно никакво претходно одобрење, нити се могла тражити кауција од писца, издавача, уредника или штампара. Забрана новина била је предвиђена у три случаја: за увреду краља или чланова краљевског дома, за увреду страних владара и њихових домова и за позив грађана да устају на оружје. И у тим случајевима власт је дужна да у року од 24 сата по изрицању забране спроведе дело суду, а суд је дужан, такође у року од 24 сата да оснажи или поништи забрану. Штампа није могла бити подвргнута никаквим административним опоменама. Кривична одговорност писца предвиђена је Уставом. У недостатку писца одговара уредник, штампар или растурач.
Постојање слободе збора и договора и слободе удруживања су нужне претпоставке за обезбеђење и организовање јавног мишљења као једног од услова парламентарног режима. У претходном уставу ове слободе уопште нису постојале.

#### Уставна права српских грађана
Како се добијало и губило српско грађанство, каква права је оно давало и како су та права престајала, одређивало се овим Уставом и законима. Сви су Срби пред законом једнаки. Грађанима Србије нису се могле давати, а ни признавати титуле племића.
Лична слобода јемчила се овим Уставом. Нико није могао да одговара, осим у случајевима које је закон предвидео и начином како је закон одредио. Нико није могао бити притворен, нити лишен слободе, без писменог и разлозима поткрепљеног решења истражног судије. Ово решење морало се саопштити лицу које се притвара, у самом часу притварања. Само кад је кривац ухваћен на делу могао се одмах притворити, али му се опет решење о притвору морало саопштити најкасније у року од 24 часа од како је притворен.
Против решења о притвору постојало је право на жалбу првостепеном суду. Ако притворени не би изјавио ову жалбу у року од три дана од како му је решење о притвору саопштено, онда најкасније у року од 24 часа после тог рока морао је истражни судија послати предмет суду и без жалбе. Суд је морао у року од 24 часа од како је предмет примио издати своје решење, којим решење истражног судије о притвору потврђује или поништава. Ово судско решење је извршно. Органи власти који би скривили против ових одредаба били би кажњавани за незаконито лишење слободе.
Закони су одређивали у којим случајевима је суд дужан да притвореног пусти на слободу без јемства, или на јемство, лично или новчано. Никоме није могао судити ненадлежни суд. Нико није могао бити осуђен, док не буде надлежно саслушан, или законитим начином позван да се брани. Казна се могла установити само законом и применити једино на дела за која је закон унапред рекао да ће се том казном казнити.
Српски грађанин није могао бити прогнан из земље. Он се није могао протеривати ни у земљи из једнога места у друго, изузев случајева које је закон изрично предвидео.
Стан је неповредив. Власт не може предузети никакво претресање ни истраживање у стану српских грађана, осим у случајевима које је закон предвидео и начином како је закон прописао. Пре претреса власт је била дужна предати лицу, чији се стан претреса, писмено решење истражног судије, на основу којег се предузима претрес. Против овог решења постојало је право на жалбу првостепеном суду. Али жалба није спречавала извршење претреса. Претрес се вршио увек у присуству два српска грађанина. Одмах по свршеном претресу власт је била дужна предати лицу чији је стан претресан уверење о исходу претреса и потписани списак ствари одузетих ради даље истраге. Ни у ком случају претрес се није смео извршавати ноћу.
Својина је неповредива, ма какве природе она била. Нико не може бити принуђен да своје добро уступи на државне или друге јавне потребе, нити се право приватне својине може ради тога ограничити, осим где закон то допушта и уз накнаду по закону. Казна одузимања имања (конфискација) није се могла установити. Али су се могле одузети поједине ствари, које су или производ кажњивог дела, или су као оруђе за то послужиле, или су биле намењене да за то послуже.
Слобода савести је неограничена.
Све признате вере слободне су и стоје под заштитом закона, уколико вршење њихових обреда не вређа јавни ред или морал. Забрањује се свака радња усмерена против источно-православне вере у Србији (прозелитизам). Српски грађани се нису могли ослободити својих грађанских и војних дужности позивајући се на прописе своје вере.
Настава је слободна, уколико њено вршење не би вређало јавни ред или морал. Основно школовање је обавезно. Оно је бесплатно у јавним основним школама.
Неповредива је тајна писама и телеграфских депеша, осим у случају кривичне истраге и у случају рата. Закон је одређивао који државни органи одговарају за повреду тајне писама и телеграфских депеша.
Српски грађани имају право скупљати се мирно и без оружја у зборове, управљајући се при томе по закону. За држање збора у затвореном простору није потребна пријава власти. За зборове под ведрим небом, који подлеже нарочитим законима и уредбама, морала се претходно известити власт. Српски грађани имали су право удруживати се у циљевима који нису противни закону. Ово право није се могло потчинити никаквој превентивној мери.
Сваки Србин имао је право обраћати се у своје име властима молбом коју може потписати један или више њих. А као целина могли су подносити молбе само надлештва и правна лица.
Сваки Србин има право да се жали против незаконитих поступака власти. Ако виша власт нађе да је жалба неоснована, дужна је известити жалиоца у свом решењу о разлозима са којих му жалбу не уважава. Сваки Србин имао је право да непосредно и без ичијег одобрења тужи суду државне чиновнике и званичнике, као и председнике општина, кметове и општинске званичнике, ако су они у својем службеном раду повредили његова права.
За министре, судије и војнике под заставом важиле су посебне одредбе.
Сваком српски грађанин је слободан да иступи из српског грађанства, пошто испуни обавезе војне службе и друге дужности које би имао спрам државе или спрам приватних лица.
Странци који се налазе на српском земљишту уживају заштиту српских закона што се тиче њихове личности и њиховог имања. Али они су дужни подносити терете општинске и државне, уколико се томе не противе међународни уговори.

### Територијална организација
Уставом из 1888. године задржана је традиционална територијална подела земље на округе, срезове и општине. Њиме је уведена самоуправа, као једна од најважнијих демократских реформи. Самоуправе је требало да ублаже централизам и да известан део послова пренесу у надлежност органа изабраних од народа. Самоуправа је уведена окрузима и општинама. Округа је било петнаест и у њима су постојали, уз државне органе власти, окружне скупштине и стални окружни одбори, као самоуправни органи. Устав није садржао дефиницију срезова, који су представљали средњи степен локалне самоуправе, док су општине, као најуже и основне јединице локалне самоуправе у Краљевини Србији, имале „своју самоуправу“, а као општински органи били су предвиђени општински суд, општински одбор и општински збор, који су били задужени „за вршење општинских послова“. Задатак окружних одбора је старање о унапређењу и чувању просветних, привредних, саобраћајних, санитетских и финансијских интереса у округу. У најкраћем уставна решења територијалне организације стале су на пола пута између деконцентрације и децентрализације власти. У односу на период пре тога, нова решења су представљала крупан напредак.

### Установе у држави

#### Црква, Школа и Добротворни Заводи
Унутрашња управа источно-православне Цркве припадала је Архијерејском Сабору. За друге вероисповести унутрашња управа припадала је њиховим духовним властима. Духовне власти, како источно-православне Цркве тако и свих осталих признатих вероисповести у Србији, стајале су под надзором министра црквених послова. Уређење црквених власти и богословских школа источно-православне Цркве доносило се законом по договору министра са Архијерејским Сабором. Црквене власти судиле су свештеницима за кривице учињене у свештеничким дужностима, изузимајући оне кривице, које су кажњаване кривичним законом. Жалбе против злоупотреба црквених власти, ма које вероисповести у земљи, подносиле су се министру црквених послова. Свештена лица и црквене установе, у погледу грађанских односа и имања, потчињени су земаљским законима. Преписка духовних власти српске источно-православне Цркве са страним црквеним властима, Саборима и Синодима вршила се са одобрењем министра црквених послова. Службена преписка других вероисповести у Србији са страним црквеним властима, Саборима и Синодима, морала се такође подносити на увиђај и одобрење министру црквених послова. Службена писма или наредбе црквених власти, Сабора и Синода у иностранству није могла ниједна црквена власт у Србији обнародовати ни извршити без знања и одобрења министра црквених послова.
Све јавне и приватне школе и други заводи за образовање стајали су под надзором државне власти.
Добротворни заводи или задужбине за просвету и друге сличне институције, које за живота или на случај смрти оснују људи својим приватним имањем или фондовима, могле су опстати само по одобрењу државне власти. Али имање ових завода није се могло сматрати државним имањем и није се могло употребити ни на шта друго осим на оно за шта је намењено и како је намењено. Само ако се с временом, према промењеним друштвеним и другим приликама, покаже да то није могуће, могло се ово имање, по одобрењу законодавне власти а на предлог управљача дотичног имања употребити у друге сличне сврхе. Законом је ближе одређиван начин како ће се то чинити, као и права и дужности управљача, и државни надзор над добротворним задужбинама и фондовима.

### Државне финансије, државна економија и државна имовина
Сваки грађанин Србије плаћао је држави порез. Порез се плаћао по имућности. Нико се није могао ослободити од плаћања пореза, ван случаја које је закон предвидео. Краљ и наследник престола нису плаћали држави порез. Никаква пензија, никаква милостиња или награда није се могла дати из државне касе, ако то није прописано законом.
Сваке године Народна скупштина одобравала је државни буџет који важи само за годину дана. Буџет се морао подносити Народној скупштини на самом почетку њеног рада. У исто време подносио се Народној скупштини завршни прошлогодишњи рачун. Сви државни приходи и расходи морали су ући у буџет и у завршни рачун. Скупштина је могла предложене поједине партије буџета увећати, или смањити или изоставити. Уштеда једне буџетске партије није се смела потрошити на подмирење потреба друге партије без одобрења законодавне власти. Ако Народна скупштина није могла да утврди нови буџет пре почетка рачунске године, она је могла привремено продужити буџет истекле рачунске године све док нови буџет не буде утврђен. Ако је Народна скупштина распуштена или одложена пре него што реши буџет, краљ је могао продужити буџет истекле рачунске године највише за четири месеца.
Право монопола припадало је држави. Држава је могла пренети то своје право на другога, али само путем закона и на одређено време. Повластице (концесије) давале су се само путем закона и то опет за одређено време.
Државно имање образују сва покретна и непокретна добра и сва имовинска права, које држава као своја прибавља и држи. Руде су државна својина.  Само се законом могло државно имање отуђивати, или оно и његов приход заложити или иначе оптеретити. Од државног имања разликовало се краљево приватно имање, којим краљ слободно располаже за живота и на случај смрти по одредбама грађанског законика. Трошкове за одржавање оних државних имања која су уступана краљу на уживање исплаћивао је краљ.

### Државна служба
Сви српски грађани по рођењу имају једнака права на сва звања у свим струкама државне службе, ако само испуне оне услове који се траже законом.  Прирођени српски грађани имали су права на државну службу, само ако су пет година настањени у Србији. Странци, а такође и они прирођени српски грађани који још нису настањени пет година у Србији, могли су бити примљени у државну службу само под уговором и то у извесним случајевима које је закон изричито предвиђао.
При постављању и унапређивању чиновника пазило се на одлично владање, способност и стручну спрему. За доказивање стручне спреме завели су се државни испити у свима струкама државне службе.
Сваки чиновник је одговоран за своја службена дела. Чиновници су полагали при ступању у државну службу заклетву: да ће краљу бити верни и послушни и да ће се савесно придржавати Устава и закона.
Звања државне службе и плате чиновничке по свим струкама утврђиване су законом.
Задржана је установа пензије за чиновнике. Законом су одређивани основи, по којима чиновник може имати право на пензију, као и по којима чиновник може бити стављен у пензију. За пензију деци и удовици умрлог чиновника задржавао се посебни фонд основан улозима од чиновничких плата и пензија.

## Устав у пракси
Упркос томе што је текст Устава из 1888. године припремио одбор у којем су своје представнике имале све три политичке странке нема сумње да је тај устав био плод политичког компромиса одлазећег краља Милана Обреновића и најјаче политичке странке у земљи – Радикалне странке. Због тога се тај устав често, помало пежоративно назива и „Радикалским уставом“, иако велики део решења из уставног пројекта те странке није у њему нашао своје место. Компромис је био у томе да, с једне стране династија Обреновића задржи престо, али да, с друге стране, краљ Милан пристане на увођење парламентарног система (Слободан Јовановић период важења тог устава назива „добом парламентарности“).
Почев од 1888. године српска уставност се приближила моделима најлибералнијих уставних тенденција. За Устав из 1888. године „у нашој науци и јавности влада општеприхваћена оцена да је то најбољи српски устав, разуме се заједно са његовим нешто мало ’допуњенијим и поправљеним издањем’,  Уставом од 1903“. Иако је тај устав садржао и поједина решења која се данас чине веома ретроградним (нпр, држава није била одвојена од цркве), он је у време кад је усвојен али и дуго након тога био веома прогресиван устав. Стога је Устав из 1888. године изузетно добар уставни текст, узимајући у обзир време и околности у којима је донет. Али можда и највећа његова слабост лежи управо у томе што је био сувише модеран за тадашње српско друштво, односно није био „огледало“ друштвене стварности у ондашњој Србији. Чак се и сам краљ Милан саглашавао са таквом оценом:
| „                      | Сви су викали и тражили што слободнији устав, зато сам га дао, хотећи да доведем то питање до апсурдности и да тако докажем, да за Србију још није такав устав | ” |
| — Краљ Милан Обреновић | |   |

“.
Убрзо се, нажалост, показало да је краљ Милан био у праву. Од момента кад је усвојен, Устав из 1888. је важио свега нешто дуже од пет година јер је краљ Александар државним ударом из 1894. обуставио његову примену и вратио на снагу Устав из 1869. године. Своју „другу младост“ Устав из 1888. године доживео је кад су се на престо вратили Карађорђевићи, у нешто измењеном и допуњеном тексту, а формално је примењиван као нови Устав из 1903. године (иако је то суштински био поновљени Устав из 1888) све до „утапања“ Србије у Краљевину СХС. И у првом и у другом периоду важења тог уставног текста, Србија је била уставна парламентарна монархија, следећи тада најсавременије трендове европске уставности.
Иако је изгледало да је његовим доношењем завршена борба између владаоца и народа у корист народа, показало се да није било тако. Устав је и даље омогућавао владаоцу велику власт. Остао је недирнут државни апарат. Владалац је остао врховни заповедник стајаће војске, што је био снажан ослонац његове власти. Конзервативне политичке групе, окупљене око владаоца нису биле разбијене и нису се мириле са либералним убеђењем које је Устав од 1888. дао Србији, што се убрзо показало. Осим тога, његове одредбе су претпостављале развијенију друштвену грађанску средину, него што је била српска последњих деценија XIX века.
Устав из 1888. године заслужио је високе оцене које су о њему изречене. Уставне одредбе о организацији власти на демократским темељима, правној држави заснованој на закону, слободама и правима грађана пратиле су у корак високе стандарде тадашње европске уставности. Спровођење тих уставних одредаба у живот, које је захтевало доста добре воље, стрпљења и суптилности у поступању, наишло је на готово непремостиве препреке. На једној страни су били противници демократског и парламентарног уређења, које су оличавали краљ Александар и бивши краљ Милан Обреновић. На другој страни, Народна радикална странка, чијом заслугом су највећим делом поменуте одредбе унете у Устав, парламентарну владу је схватила као владу већине на један буквалан начин. Уместо да, када су добили већину у Скупштини, поставе своје министре и образују Владу, што је суштина парламентарне владе, радикали су сва места у државној управи и судству сматрали политичким местима, па су их почели попуњавати својим партијским људима. Парламентарни режим, буквално и апсолутно схваћен, брзо се извргао у партијски режим или режим партијске државе.

### Квалитет текста
Устав из 1888. године има 204 члана и 15 делова и посебна Прелазна наређења. Устав је написан, правнотехнички, на завидном нивоу.
Номотехнички посматрано, уставни текст је био готово беспрекоран, лишен двосмислених одредаба и правних празнина. Устав је припреман озбиљно, уз коришћење богатих компаративних искустава, углавном према белгијском обрасцу уставне парламентарне монархије: „Приликом израде Устава од 1888, са изузетком организације народног представништва и изборног система, као узор служио је белгијски Устав од 1831“.

## Крај владавине устава

### Државни удар
Први од три државна удара који су карактерисали владавину Александра Обреновића, извршен је по наговору његовог оца, бившег краља Милана, 1. 4. 1893. године. Уз помоћ војске Александар се пре времена прогласио пунолетним, збацио Намесништво и променио Владу. Ова промена је у почетку одговарала радикалима, који су се вратили на власт, али убрзо, јануара следеће године, повратком Милана у Србију, они су принуђени на повлачење. Политичка игра Милана и Александра наставила се погађањима са остале две странке – либералима и напредњацима.
Оштри напади опозиционе штампе и страх од поновног доласка радикала на власт, после избора који би се по још важећем Уставу из 1888. морали расписати, били су разлози због којих се Александар одлучује на нови државни удар. Прокламацијом из 9. 5. 1894. он обуставља Устав из 1888. и враћа на снагу Намеснички устав из 1869. године. Истом приликом Александар обећава да ће се нови устав донети чим се ситуација у земљи смири. Намеснички устав, међутим, задржан је још читавих седам година.
О овом периоду Слободан Јовановић пише:
| „                    | Комбинујући разне странке једну с другом, он (Александар) је мислио да их држи једну с другом у равнотежи – и да опет он буде господар ситуације... С друге стране, имао је природног дара за политичке интриге и комбинације – и успео је да напредну и либералну странку, које је највећма употребљавао за своја неутрална министарства, готово сасвим растури, и да од њихових елемената склопи једну своју „четврту странку“, на коју је у свакој прилици могао рачунати. Земљом је опет владала једна странка само то није била странка народна већ дворска. | ” |
| — Слободан Јовановић | |   |

     ”
Притисак Русије, којој се све више окреће после захладњења односа са Аустријом, притисак радикала, који после Миланове смрти заузимају оштрији став према краљу, као и жеља да колико-толико стиша незадовољство због своје женидбе Драгом Машин, били су разлози који су Александра натерали да се коначно 1901. године одлучи на промену устава. Ова промена је извршена још једним противуставним актом – октроисањем (даровањем) устава.

### "Друга младост" - Устав од 1903.
Развој трговине, пораст индустрије и повећање трговачког промета са иностранством, изменили су економске и друштвене односе у Србији крајем XIX века. Незадовољство владавином Александра Обреновића чији се лични режим одликовао правном и друштвеном несигурношћу, кулминирало је убиством краљевског пара 25. 5. 1903. године. Официри, који су под вођством Драгутина Димитријевића Аписа и уз помоћ одреда београдског гарнизона извршили преврат, прогласили су, истовремено, за новог краља Србије Петра I Карађорђевића. Нови краљ и званично је изабран на заседању Скупштине и Сената пошто се претходно заклео на нови Устав, 12. 6. 1903. године.
Колико су политички кругови били мање – више сагласни са избором новог краља, толико су се по питању устава мишљења разликовала. Старији радикали су се залагали да се задржи Устав од 1901. године, док су млађи, састављени углавном од интелектуалаца тражили да се врати устав од 1888, у чему су, уз подршку других политичких партија, и успели.
Нови устав обнародован је 5. 6. 1903. године и мада су, у односу на Устав од 1888. извршене неке измене, његова основна садржина остала је иста. Уставом од 1903. године у још већој мери је ограничена власт краља и пооштрена одговорност чиновника, а право краља да продужи прошлогодишњи буџет на четири месеца, уколико Скупштина не изгласа поднети буџет, ограничено је пристанком Државног савета.
После доношења Устава, враћени су и неки закони којима су се гарантовала лична права грађана. То су били закони  које је, заједно са Уставом од 1888, краљ Александар укинуо 1894. године:
Закон о изборима народних посланика од 25. 3. 1890. ;
Закон о пословном реду у Народној Скупштини од 1. 11. 1889. ;
Закон о министарској одговорности од 30. 1. 1891. ;
Закон о јавним зборовима и удружењима од 31. 3. 1891. ;
Закон о штампи од истог датума.
Разлоге политичких странака да се определе за Устав од 1888. године Драгослав Јанковић види у обезбеђивању пуне власти буржоазије уместо владара и каже:
| „                    | Власт Буржоазије обезбеђена је преко парламента (народне скупштине), те је владавина краља Петра I Карађорђевића обележена у нашој историјографији као доба парламентаризма | ” |
| — Драгослав Јанковић | |   |

Да бисмо описали новонасталу ситуацију у Србији после доношења устава од 1903. године, послужићемо се још једном речима Слободана Јовановића:
| „                    | У новом стању краљевска је власт готово сасвим ишчезла. У уставној монархији могућна су два система: или краљ влада под надзором Скупштине, или Скупштина влада под надзором краља. У оба система краљ има извесну улогу: у првом, он је тај који узима иницијативу и даје правац; у другом систему, он је тај који се одупире влади скупштинске већине и усмерава је. Први систем био је немогућан по Уставу од 1888, али и тај устав остављао је краљу толико власти да је скупштинској већини могао бити брана и устава. Али радикална странка сматрала је да краљ не треба ни ту надзорну улогу да врши, јер прави уставни владалац мора бити пасиван. После личног режима Александровог, који је трајао десет година, и који су они само по злу запамтили, радикали нису хтели чути ни за какву врсту владаочевог мешања у државне послове. У новом стању, краљевска је власт престала функционисати иако је формално, по тексту устава, још увек постојала. | ” |
| — Слободан Јовановић | |   |

## Значај устава
Устав од 1888. године је значио победу грађанских демократских начела за која се народ у Србији борио још од прве владе кнеза Милоша. Србија је изграђивана као монархија, а од почетка је у свом унутрашњем уређењу требало да савлада основну супротност: да сачува демократске традиције народних самоуправа и да истовремено изгради јаку државу. Борба око тога је добила вид борбе између владаоца и народа. Владаоци су оправдавали лични режим потребом да се изгради јака државна власт, а народне масе су захтевале уставност и парламентаризам и грађанске слободе, демократизацију државне управе и самоуправу. Као што је Устав од 1869. године био дело либерала, Устав од 1888. је био заслуга радикала. Овим уставом је Србија постала грађанска, уставна и парламентарна монархија.
Устав од 1888. је био завршна тачка борбе између радикала и краља Милана. Устав је био израз компромиса међу њима, јер су и радикали и краљ Милан доживели поразе у својој политици, тако да су уставна решења представљала уступке обеју страна. Краљ је био свестан да се уставна промена не може остварити без Радикалне странке, као најјаче странке у земљи. Радикална странка после Тимочке буне није више била искључиво сељачка странка, она све више постаје странка буржоазије, склонија нагодби и жељна учешћа у власти.
Компромисни карактер Устава од 1888. године није произишао само из постигнутог уговора између странака, него и као производ реалних друштвених, економских и политичких прилика у Србији. С обзиром на то да Србија у то време није још била буржоаска држава са изграђеном грађанском класом и одговарајућим друштвеним и привредним институцијама, било је разумљиво да је у уставу задржана јака монархијска власт и остаци снажне управне власти и бирократског механизма. Међутим, нема сумње да је овај устав конституисао политички систем Србије на начелима парламентаризма и буржоаске демократије, и да је он представљао један од најнапреднијих грађанских устава у Европи тога времена.
Каталог права грађана утврђен је на начин непревазиђен у српској уставној историји. Део Устава под насловом „Уставна права српских грађана“ садржао је све битне личне слободе и политичка права. Осим тога, проглашена људска и грађанска права су се остваривала непосредно на основу Устава, што је најбоље јемство њихове неповредивости. Унете су бројне појединости којима су права обезбеђивана не само од злоупотреба управне власти него и од рестриктивног тумачења од законодавне власти, чиме је „дописан“ белгијски узор.